# إيرني ديكسون
إيرني ديكسون (بالإنجليزية: Ernie Dixon)‏ (10 يوليو 1901 في المملكة المتحدة - 27 أبريل 1941 ببرادفورد في المملكة المتحدة) هو لاعب كرة قدم بريطاني (وحمل سابقاً جنسية المملكة المتحدة لبريطانيا العظمى وأيرلندا) في مركز الهجوم. لعب مع برادفورد سيتي ونادي بيرنلي ونادي ترانمير روفرز لكرة القدم وهدرسفيلد تاون ونادي هاليفاكس تاون ونادي نيلسون.